# Can Duc
Can Duc o Can Duch es un edificio en el municipio de Anglés (provincia de Gerona, Cataluña, España) catalogado en el Inventario del Patrimonio Arquitectónico de Cataluña.
Can Duc fue una antigua casa señorial que, durante el siglo XX, fue un herbolario. Un edificio de tres plantas entre medianeras y cubierta de dos aguas en fachada del lado izquierdo de la calle Mayor.
La planta baja tiene tres aberturas, dos ventanas de obra con los ángulos superiores redondeados y la puerta principal, centralizando la fachada, enmarcada con dovelas de piedra arenisca y con forma de arco de medio punto.
El primer piso tiene dos ventanas y un balcón. Las ventanas de obra, de pequeño tamaño, también tienen las esquinas interiores y superiores redondeadas. La apertura del balcón, situado encima de la puerta principal, está enmarcada de piedra arenisca. Tiene los montantes hechos de bloques escuadrados y los bloques de las impostas con relieves de decoración floral en forma de friso y un dintel monolítico. El balcón está decorado con hierro forjado con barrotes sencillos que alternan formas de espiral y prismas cuadrados.
El segundo piso tiene dos aberturas enmarcadas de piedra granítica del mismo tamaño que las del piso inferior. Tienen los dinteles monolíticos y las impostas avanzadas y recortes en la parte inferior con forma de cuarto de círculo. La ventana del lado derecho tiene un vierteaguas emergente y trabajado. [1] Sobre el alero sencillo se alza una terraza y un balcón de ladrillos en forma reticular.